# Parafia Wniebowzięcia Najświętszej Maryi Panny w Puławach
Parafia Wniebowzięcia Najświętszej Maryi Panny w Puławach – parafia rzymskokatolicka w Puławach, należąca do archidiecezji lubelskiej i dekanatu Puławy.
Parafię założono 30 września 1919 z terenów należących wcześniej do parafii włostowickiej. Zasięgiem obejmuje wiernych z Puław (ulice: 3 Maja, 4 Pułku Piechoty, 6 Sierpnia, Aignera, al. Królewska, Centralna, Czartoryskich, Eustachiewicza, Gdańska, Głęboka, Izabeli, Kołłątaja, Krańcowa, Aleja Mała, Moniuszki, PCK, Piłsudskiego, Pusta, Rybacka, Staszica, Waryńskiego, Wąska, Wiejska i Żulinki).
Przez 15 lat parafią kierował ks. kan. Adam Szponar, który zmarł w 2021. Jego następcą został ks. prał. Stanisław Gulak.
W 2004 roku Parafia otrzymała Laur Konserwatorski 2004 za konserwację kościoła. 

## Kościół
Koncepcję kościoła wraz z wkomponowaniem bryły w otoczenie wg projektu Christiana Piotra Aignera, w dniu 3 stycznia 1800 r. zaakceptował odręcznym podpisem Adam Kazimierz Czartoryski. Prace budowlane trwały do roku 1803. Obiekt miał być przeznaczonym na rodzinne mauzoleum Czartoryskich. Po odzyskaniu niepodległości w 1919 r. erygowano tu parafię i kaplica pałacowa stała się kościołem. Podczas II Wojny Światowej zniszczony został portyk i kopuła, które odbudowano w latach 1945–1946. Dalsze prace remonto wykonano w roku 1973. Schody prowadzące do kościoła w formie 10 tarasów zostały w latach 30. XX wieku 24 stopniami. W roku 2006 usunięto posadzkę z 1803 roku i położono w jej miejsce nową.
Kościół mieści się przy ulicy Aignera.